# 方鵬 (正德進士)
方鵬（1470年—？年），字時舉，號矯亭，南直隶苏州府崑山縣人，明朝政治人物。

## 生平
治《易經》，由國子生中式弘治十四年辛酉科（1501年）應天府鄉試第二名舉人，年三十九歲中式正德三年（1508年）戊辰科會試第十六名，第二甲第十名進士。授南京礼部主事，丁外艰，服阕，改南京刑部，升员外、郎中，丁内艰，服阕，改南京兵部职方司郎中，调任南京吏部文选司郎中。嘉靖二年（1523年）二月升浙江左参议，三年十二月升山西按察司副使、提调学校，致仕。六年十月起为右春坊右庶子兼翰林院修撰，加四品服，充经筵讲官。七年八月与韩邦奇主持顺天府乡试，九月以乡试题目被弹劾，奪俸四月。八年四月充《大明会典》纂修官，七月升南京太常寺卿，十年正月被革职令閑住。

## 家族
曾祖方文貴。祖方盛，號槐庭，遇例冠帶。父方麟，號節庵，福宁州吏目，贈礼部主事。母朱氏，封太安人。具庆下，弟方鳳，同科進士。